# フェルナンド・プレヴィターリ
フェルナンド・プレヴィターリ（Fernando Previtali, 1907年2月16日 - 1985年8月1日）は、イタリアの指揮者。

## 経歴
アドリアの生まれ。トリノ音楽院でフランコ・アルファーノに作曲を学んだほか、オルガンやチェロも学び、卒業後はトリノ・レージョ劇場のチェロ奏者を務めた。1928年にフィレンツェに行き、フィレンツェ市立劇場でヴィットリオ・グイのアシスタントを務め、グイがフィレンツェ五月音楽祭管弦楽団を設立する手助けをした。グイの勧めで現代音楽に興味を持ち、ブゾーニやダラピッコラの作品を多く手がけた。
1936年から1943年および1945年から1953年までローマ・イタリア放送交響楽団の首席指揮者となり、1953年からはローマ聖チェチーリア音楽院管弦楽団の芸術顧問および指揮者となった。1942年から1945年までは、ミラノのスカラ座の指揮者を務めている。
1957年にはクリーヴランド管弦楽団に招かれてアメリカ・デビューを果たし、1960年から1967年までブエノスアイレスのコロン劇場の首席指揮者を務めた。1972年にはサン・カルロ劇場の首席指揮者になり、レージョ劇場などでも活躍した。
1958年、ローマにて没。